# 普拉西战役
普拉西戰役（Battle of Plassey），發生於1757年6月23日，是英国东印度公司與印度的孟加拉王公的戰爭。而孟加拉王公達烏拉有法國支持。战役背景是欧洲发生了七年战争，英法交战。
在普拉西戰役中，孟加拉有一万五千骑兵和三万五千步兵，以及53尊法国东印度公司送给他们的大炮和40名法国炮手。英国方面则是由柯拉夫率领的不足一千人的英国军队和两千人的印度士兵，加上9尊大炮。
这场战斗从早上7点打到下午5点。由于几个原因，英国取胜。这些原因包括：
1. 孟加拉军队骑兵将领米尔·贾法尔临阵反叛，使得敵軍只有5,000人參戰；
2. 英国大炮比法国大炮射程远；
3. 战斗中间下起了雨，英国方面遮挡了大炮，避免淋濕，而法国炮手没有，雨停之后，                                                                                                                                                                                                                法国大炮无法使用。

整个战役英軍方面只有22人死亡，53人受伤。孟加拉方面死伤500余人。战败的西拉杰·乌德·达乌拉被处死，英国东印度公司随即建立起以米尔·贾法尔为纳瓦卜的傀儡政权。
普拉西戰役的勝利，使得英国东印度公司獲得了巨大利益，在孟加拉取得霸权。之后英国人又将矛头转向法国，并在随后的第三次卡那提克戰爭中将法国的势力从印度彻底清除；自此，印度开始逐漸成為英國的殖民地。

## 註解
1. 1 2 3  Paul K. Davis (1999). 100 Decisive Battles: From Ancient Times to the Present. Santa Barbara, California. ISBN 1-57607-075-1.